# Зграда у ул. Хајдук Вељковој 4 у Јагодини
Зграда у ул. Хајдук Вељковој 4 у Јагодини представља непокретно културно добро као споменик културе, решењем Завода за заштиту споменика културе у Крагујевцу бр. 990/2-76 од 5. новембра 1976. године.
Зграда припада моравском типу кућа грађених у бондручном конструктивном систему са испуном од опеке. Постављена је на благо закошеном терену, са подрумом испод половине приземља. Са предње стране налази се угаони трем са „лажним” луцима у диспозицији 1+3. Кров је четвороводан и покривен ћерамидом. Унутрашњост је подељена на „кућу” и три собе. 
Реконструкција објекта извршена је 1992. године.